# Edmilson Costa
Edmilson Silva Costa (Pedreiras, 8 de abril de 1950) é um economista, professor e político brasileiro, sendo o atual Secretário-Geral do Partido Comunista Brasileiro. Foi candidato a vice-presidente do Brasil na eleição de 2010, na chapa de Ivan Pinheiro.

## Biografia
Edmilson Costa é membro do PCB desde a década de 1970. Em 1974, formou-se em comunicação social pela Universidade Federal do Maranhão (UFMA), tendo começado a atuar como jornalista e, também, militante político.
Como militante político, nos anos 1980, contribuiu com o jornal Voz da Unidade, principal veículo de comunicação do PCB, escrevendo artigos e colunas sobre a realidade sociopolítica do país sob o olhar do marxismo.
Em 1992, após defender a tese A Política Salarial no Brasil - 1964-1985. 21 anos de arrocho salarial e acumulação predatória, sob a orientação de Waldir da Silva Quadros, professor de economia da Universidade Estadual de Campinas, obteve o título de doutor em economia pela Unicamp.
Após a cisão ocorrida no partido em 1992, tornou-se um dos principais nomes no chamado processo de Reconstrução Revolucionária do PCB.
Costa é membro da Comissão Política Nacional do partido desde 2001 e exerceu o cargo de Secretário de Relações Internacionais e de Secretário Político do PCB em São Paulo até 2016.
Foi candidato a prefeito do município de São Paulo pelo mesmo partido em 2008, com a jornalista Fernanda Mendes como vice.
No dia 30 de abril de 2010, foi anunciado como candidato à Vice-Presidência do Brasil nas eleições de 2010, na chapa de Ivan Pinheiro.
Em 17 de outubro de 2016, tornou-se Secretário-Geral do PCB, substituindo Ivan Pinheiro no cargo.
Além de dirigente partidário, atualmente, Edmilson Costa é diretor de pesquisa e formação do Instituto Caio Prado Junior e professor universitário em algumas instituições privadas de ensino.

## Livros publicados
- O Imperialismo (Global Editora, 1989)[3]
- A Política Salarial no Brasil (Boitempo Editorial, 1997)
- Um Projeto para o Brasil (Tecno-Científica, 1998)
- A Globalização e o Capitalismo Contemporâneo (Expressão Popular, 2009)
- A Crise Económica Mundial e a Globalização no Brasil (Instituto Caio Prado Júnior, 2013)[6][7]
- Reflexões sobre a crise brasileira (Editora Ciências Revolucionárias, 2020)